# Literární cena města Brémy
Literární cena města Brémy, též Brémská literární cena (německy Literaturpreis der Stadt Bremen či Bremer Literaturpreis) je německé literární ocenění udělované od roku 1954. V 50. letech cenu uděloval senát Svobodného hanzovního města Brém, v roce 1960 však tento senát odmítl udělit cenu Günteru Grassovi za román Plechový bubínek, v důsledku čehož zvolená porota odstoupila a cena nebyla v daném a následujícím roce udělena. Od roku 1962 uděluje cenu Nadace Rudolfa Alexandera Schrödera (Rudolf-Alexander-Schröder-Stiftung), ustanovená brémským senátem.
Cena je v současnosti dotována částkou 20 000 euro.
Cena byla poprvé udělena roku 1954 při příležitosti 75. narozenin Rudolfa Alexandera Schrödera.
Od roku 1977 je kromě hlavní ceny udělováno též stipendium (Förderpreis) v současné výši 6 000 euro.
Alexander Kluge je zatím jediným autorem, jemuž bylo ocenění uděleno dvakrát (v letech 1979 a 2001).

## Držitelé ocenění

### 1954 až 1974
- 1954 Heinrich Schmidt-Barrien za Tanzgeschichten. Ein Reigen aus dem Leben
- 1955 Ilse Aichingerová za Der Gefesselte. Erzählungen, Herbert Meier za Die Barke von Gawdos. Stück in 3 Akten
- 1956 Ernst Jünger za Am Sarazenenturm
- 1957 Ingeborg Bachmannová za sbírku povídek Anrufung des großen Bären, Gerd Oelschlegel za Romeo und Julia in Berlin. Schauspiel
- 1958 Paul Celan za své básnické sbírky Mohn und Gedächtnis a Von Schwelle zu Schwelle
- 1959 Rolf Schroers za In fremder Sache. Erzählung
- 1960 vzhledem k tomu, že brémský senát odmítl udělit cenu Günteru Grassovi, nebyla cena udělena
- 1961 cena neudělena
- 1962 Siegfried Lenz za divadelní hru Čas nevinných
- 1963 Herbert Heckmann za román Benjamin und seine Väter
- 1964 Christa Reinig za Gedichte
- 1965 Thomas Bernhard za román Mráz
- 1966 Wolfgang Hildesheimer za román Tynset
- 1967 Hans Günter Michelsen za hru Helm
- 1968 Helga M. Novak za Colloquium mit vier Häuten. Gedichte und Balladen
- 1969 Horst Bienek za román Die Zelle
- 1970 Christian Enzensberger za Größerer Versuch über den Schmutz. Essay (autor převzetí ceny odmítl)
- 1971 Gabriele Wohmannová za román Ernste Absicht
- 1972 Jürg Acklin za Alias. Ein Text
- 1973 Günter Herburger za povídky Die Eroberung der Zitadelle
- 1974 Jurek Becker za román Irreführung der Behörden

### 1975 až 1999
- 1975 Franz Innerhofer za román Krásné dny
- 1976 Paul Nizon za román Stolz
- 1977 Nicolas Born za román Die erdabgewandte Seite der Geschichte, Heinar Kipphardt za román März, Stipendium pro Karin Kiwus za sbírku básní Von beiden Seiten der Gegenwart
- 1978 Christa Wolfová za Vzory dětství, Stipendium: Maria Erlenberger za prózu Der Hunger nach Wahnsinn
- 1979 Alexander Kluge za Neue Geschichten. Hefte 1-18, Unheimlichkeit der Zeit, Stipendium: Uwe Timm za román Morenga
- 1980 Peter Rühmkorf za básně Haltbar bis Ende 1999, Stipendium: Peter-Paul Zahl za román Die Glücklichen
- 1981 Christoph Meckel za Suchbild. Über meinen Vater a básně Säure, Stipendium: Werner Kofler za Aus der Wildnis. Zwei Fragmente
- 1982 Peter Weiss za Die Ästhetik des Widerstands, Stipendium: Franz Böni za román Die Wanderarbeiter
- 1983 Erich Fried za sbírku básní Das Nahe suchen, Stipendium: Clemens Mettler za povídky Gleich einem Standbild, so unbewegt
- 1984 Paul Wühr za román Das falsche Buch, Stipendium: Bodo Morshäuser za Die Berliner Simulation
- 1985 Rolf Haufs za básně Juniabschied, Stipendium: Herta Müllerová za Nížiny
- 1986 Volker Braun za Hinze-Kunze-Roman, Stipendium: Eva Schmidtová za povídky Ein Vergleich mit dem Leben
- 1987 Jürgen Becker za básně Odenthals Küste, Stipendium: Daniel Grolle za povídky Keinen Schritt weiter
- 1988 Peter Handke za Nachmittag eines Schriftstellers & Die Abwesenheit, Stipendium: Evelyn Schlagová za povídku Die Kränkung
- 1989 Ingomar von Kieseritzky za román Das Buch der Desaster, Stipendium: Norbert Gstrein za povídku Einer
- 1990 Wilhelm Genazino za román Der Fleck, die Jacke, die Zimmer, der Schmerz, Stipendium: Irina Liebmannová za Mitten im Krieg
- 1991 Fritz Rudolf Fries za román Die Väter im Kino, Stipendium: Thomas Strittmatter za román Raabe Baikal
- 1992 Ror Wolf za Nachrichten aus der bewohnten Welt, Stipendium: Durs Grünbein za básně Schädelbasislektion
- 1993 Georges-Arthur Goldschmidt za Der unterbrochene Wald. Erzählung, Stipendium: Hans-Ulrich Treichel za Von Leib und Seele. Berichte
- 1994 Wolfgang Hilbig za román Ich, Stipendium: Peter Weber za román Der Wettermacher
- 1995 Reinhard Lettau za román Flucht vor Gästen, Stipendium: Marion Titzeová za román Unbekannter Verlust
- 1996 Elfriede Jelineková za román Die Kinder der Toten, Stipendium: Jens Sparschuh za Der Zimmerspringbrunnen. Ein Heimatroman
- 1997 Michael Roes za Rub’ al-Khali – Leeres Viertel. Invention über das Spiel, Stipendium: Stefanie Menzingerová za román Wanderungen im Inneren des Häftlings
- 1998 Einar Schleef za Droge Faust Parsifal, Stipendium: Brigitte Oleschinski für Your passport is not guilty. Gedichte
- 1999 Dieter Forte za román In der Erinnerung, Stipendium: Judith Hermannová za sbírku povídek Letní dům, později

### Od roku 2000
- 2000 Adolf Endler za sbírku básní Der Pudding der Apokalypse, Stipendium: Christa Estenfeldová za povídky Menschenfresserin
- 2001 Alexander Kluge za Chronik der Gefühle, Stipendium: Raphael Urweider za básně Lichter in Menlo Par
- 2002 Winfried Georg Sebald posmrtně za román Austerlitz, Stipendium: Juli Zehová za román Orli a andělé
- 2003 Ulrich Peltzer za Bryant Park. Erzählung, Stipendium: Andreas Schäfer za povídku Auf dem Weg nach Messara
- 2004 Lutz Seiler za sbírku povídek vierzig kilometer nacht, Stipendium: Jörg Matheis za povídky Mono
- 2005 Brigitte Kronauerová za román Verlangen nach Musik und Gebirge, Stipendium: Antje Rávic Strubelová za román Tupolew 134
- 2006 Reinhard Jirgl za román Abtrünnig, Stipendium: Svenja Leiberová za sbírku povídek Büchsenlicht
- 2007 Felicitas Hoppe za román Johanna, Stipendium: Saša Stanišić za román Jak voják opravuje gramofon
- 2008 Hans Joachim Schädlich za sbírku povídek Vorbei, Stipendium: Thomas Melle za sbírku povídek Raumforderung
- 2009 Martin Kluger za román Der Vogel, der spazieren geht, Stipendium: Mathias Gatza za debutový román Der Schatten der Tiere
- 2010 Clemens J. Setz za román Die Frequenzen, Stipendium: Roman Graf za román Herr Blanc
- 2011 Friederike Mayröckerová za ich bin in der Anstalt. Fusznoten zu einem nichtgeschriebenen Werk, Stipendium: Andrea Grillová za román Das Schöne und das Notwendige
- 2012 Marlene Streeruwitzová za román Die Schmerzmacherin, Stipendium: Joachim Meyerhoff za román Alle Toten fliegen hoch. Amerika
- 2013 Wolf Haas za román Verteidigung der Missionarsstellung, Stipendium: Andreas Stichmann za román Das große Leuchten.
- 2014 Clemens Meyer za román Im Stein, Stipendium: Roman Ehrlich za román Das kalte Jahr.
- 2015 Marcel Beyer za sbírku básní Graphit. Stipendium: Nadja Küchenmeisterová za sbírku Unter dem Wacholder.
- 2016 Henning Ahrens za román Glantz und Gloria, Stipendium: Matthias Nawrat za román Die vielen Tode unseres Opas Jurek
- 2017 Terézie Mora za sbírku povídek Die Liebe unter Aliens[1][2], Stipendium: Senthuran Varatharajah za románovou prvotinu Vor der Zunahme der Zeichen
- 2018 Thomas Lehr za Schlafende Sonne; Stipendium: Laura Freudenthalerová za román Die Königin schweigt[3]
- 2019 Arno Geiger za román Unter der Drachenwand; Stipendium: Heinz Helle za román Die Überwindung der Schwerkraft